# Nick Saban
Nicholas Lou "Nick" Saban (Fairmont, Zapadna Virginia, 31. listopada 1951.) je američki trener američkog nogometa hrvatskog podrijetla. Trenira sveučilišne momčadi.
Prezimenjak je poznatog američkog trenera američkog nogometa Loua Sabana. Supruga Loua Sabana Joyce tvrdi da su Nick i Lou možda rođaci u drugom koljenu, no obitelji nisu sasvim sigurne jesu li rodbina.
Igrao je od 1970. do 1972. za sastav sveučilišta Kent State.
Radio je kao glavni ili pomoćni trener u ovim momčadima:
- 1972. – 1974.: Kent State (student trener)
- 1975. – 1976.: Kent State
- 1977.: Syracuse
- 1978. – 1979.: West Virginia
- 1980. – 1981.: Ohio State
- 1982.: Navy
- 1983. – 1987.: Michigan St.
- 1988. – 1989.: Houston Oilers (DBs)
- 1990.: Toledo
- 1991. – 1994.: Cleveland Browns
- 1995. – 1999.: Michigan St.
- 2000. – 2004.: LSU
- 2005. – 2006.: Miami Dolphins
- 2007.–danas: Alabama

## Vanjske poveznice
- Nick Saban profile at RollTide.com